# Bruceville-Eddy
Bruceville-Eddy és una població dels Estats Units a l'estat de Texas. Segons el cens del 2000 tenia 1.490 habitants.

## Demografia
Segons el cens del 2000, Bruceville-Eddy tenia 1.490 habitants, 543 habitatges, i 432 famílies. La densitat de població era de 178,1 habitants/km².
Dels 543 habitatges en un 37,2% hi vivien nens de menys de 18 anys, en un 65% hi vivien parelles casades, en un 9% dones solteres, i en un 20,4% no eren unitats familiars. En el 18,2% dels habitatges hi vivien persones soles el 9,2% de les quals corresponia a persones de 65 anys o més que vivien soles. El nombre mitjà de persones vivint en cada habitatge era de 2,74 i el nombre mitjà de persones que vivien en cada família era de 3,1.
Per edats la població es repartia de la següent manera: un 29,7% tenia menys de 18 anys, un 5,9% entre 18 i 24, un 30,3% entre 25 i 44, un 21,7% de 45 a 60 i un 12,3% 65 anys o més.
L'edat mediana era de 35 anys. Per cada 100 dones de 18 o més anys hi havia 96,6 homes.
La renda mediana per habitatge era de 36.089 $ i la renda mediana per família de 39.766 $. Els homes tenien una renda mediana de 30.139 $ mentre que les dones 19.125 $. La renda per capita de la població era de 15.642 $. Aproximadament el 9,4% de les famílies i l'11,8% de la població estaven per davall del llindar de pobresa.

## Poblacions properes
El següent diagrama mostra les poblacions més properes.